# CFR-mozdonyok listája
A CFR Călători és CFR Marfă több típusú mozdonyt üzemeltet: villanymozdonyokat (E), dízel-elektromos mozdonyokat (DE), dízel-hidraulikus (DH) mozdonyokat és dízel-mechanikus (DM) mozdonyokat. A Societatea Feroviară de Turism ezenfelül üzemeltet néhány helyreállított gőzmozdonyt is. A CFR mind a négy üzletága saját mozdony és kocsiparkkal rendelkezik, de gyakoriak az olyan esetek amikor kölcsönzik őket, akár hivatalos akár szóbeli megegyezés útján.

## Villanymozdonyok
A CFR által üzemeltetett villamosmozdonyok nagy részét a craiovai Electroputere és a zágrábi Končar üzemek gyártották. Mindegyik normál nyomtávra készült, valamint 25 kV 50 Hz váltóáramra. Minden mozdony rendelkezik elektromos fűtési rendszerrel. A régi mozdonyok szürke, az 1999 után felújítottak pedig piros-fehér színűek.
| Sorozatszám:                                                                                          | CFR 40 sorozat |  |
| Tengelyelrendezés:                                                                                    | Co’Co’         |  |
| Üzembeállítás:                                                                                        | 1965           |  |
| Maximális sebesség:                                                                                   | 120 km/h       |  |
| Vontatás típusa:                                                                                      | E              |  |
| A 10 prototípust az ASEA gyártotta, a többit a craiovai Electroputere.                                |                |  |
| Sorozatszám:                                                                                          | CFR 41 sorozat |  |
| Tengelyelrendezés:                                                                                    | Co’Co’         |  |
| Üzembeállítás:                                                                                        | 1965           |  |
| Maximális sebesség:                                                                                   | 160 km/h       |  |
| Vontatás típusa:                                                                                      | E              |  |
| Hasonló a 40-es sorozatszámúval, annak expressz vonatokra alkalmas változata.                         |                |  |
| Sorozatszám:                                                                                          | CFR 42 sorozat |  |
| Tengelyelrendezés:                                                                                    | Co’Co’         |  |
| Üzembeállítás:                                                                                        | 1965           |  |
| Maximális sebesség:                                                                                   | 200 km/h       |  |
| Vontatás típusa:                                                                                      | E              |  |
| Hasonló a 40-es sorozatszámúval, annak nagysebességű kísérletek céljából épített változata.           |                |  |
| Sorozatszám:                                                                                          | CFR 43 sorozat |  |
| Tengelyelrendezés:                                                                                    | Bo’Bo’         |  |
| Üzembeállítás:                                                                                        | 1973           |  |
| Maximális sebesség:                                                                                   | 120 km/h       |  |
| Vontatás típusa:                                                                                      | E              |  |
| Az egykori jugoszláv RadeKoncar gyártotta mozdonyok közül ma 60 működőképes. A többi felújításra vár. |                |  |
| Sorozatszám:                                                                                          | CFR 44 sorozat |  |
| Tengelyelrendezés:                                                                                    | Bo’Bo’         |  |
| Üzembeállítás:                                                                                        | 1973           |  |
| Maximális sebesség:                                                                                   | 160 km/h       |  |
| Vontatás típusa:                                                                                      | E              |  |
| Hasonló a 43-as sorozatszámúval, annak expressz vonatokra alkalmas változata.                         |                |  |
| Sorozatszám:                                                                                          | CFR 45 sorozat |  |
| Tengelyelrendezés:                                                                                    | Co’Co’         |  |
| Üzembeállítás:                                                                                        | 1999           |  |
| Maximális sebesség:                                                                                   | 160 km/h       |  |
| Vontatás típusa:                                                                                      | E              |  |
| A 40/41-es sorozatszámú mozdonyok felújított, modernizált változata.                                  |                |  |
| Sorozatszám:                                                                                          | CFR 46 sorozat |  |
| Tengelyelrendezés:                                                                                    | Bo’Bo’         |  |
| Üzembeállítás:                                                                                        | 2001           |  |
| Maximális sebesség:                                                                                   | 160 km/h       |  |
| Vontatás típusa:                                                                                      | E              |  |
| A 43/44-es sorozatszámú mozdonyok felújított, modernizált változata.                                  |                |  |
| Sorozatszám:                                                                                          | CFR 47 sorozat |  |
| Tengelyelrendezés:                                                                                    | Co’Co’         |  |
| Üzembeállítás:                                                                                        | 1965           |  |
| Maximális sebesség:                                                                                   | 160 km/h       |  |
| Vontatás típusa:                                                                                      | E              |  |
| 2008-ban modernizált IGBT tirisztoros mozdonyok                                                       |                |  |

## Dízelmozdonyok
A CFR dízelmozdonyait a craiovai Electroputere és a bukaresti Faur üzemek gyártották. A 2005-ben rendelt Siemens ER20 Hercules mozdonyokat még nem szállította le gyártójuk. Ezeket elsősorban a CFR Marfă használja majd. A régi mozdonyok szürke, míg a felújítottak kék-fehér színűek. Jelenleg a következő típusok üzemelnek:
| Sorozatszám:                                                                              | CFR 60 sorozat |  |
| Tengelyelrendezés:                                                                        | Co’Co’         |  |
| Üzembeállítás:                                                                            | 1959           |  |
| Maximális sebesség:                                                                       | 100 km/h       |  |
| Vontatás típusa:                                                                          | DE             |  |
| Prototípusát az SLM/Sulzeri/BrownBoveri gyártotta, a többit pedig az Electroputere.       |                |  |
| Sorozatszám:                                                                              | CFR 62 sorozat |  |
| Tengelyelrendezés:                                                                        | Co’Co’         |  |
| Üzembeállítás:                                                                            | 1966           |  |
| Maximális sebesség:                                                                       | 120 km/h       |  |
| Vontatás típusa:                                                                          | DE             |  |
| A 60-as sorozatszámú mozdony emelt sebességű változata.                                   |                |  |
| Sorozatszám:                                                                              | CFR 63 sorozat |  |
| Tengelyelrendezés:                                                                        | Co’Co’         |  |
| Üzembeállítás:                                                                            | 1999           |  |
| Maximális sebesség:                                                                       | 120 km/h       |  |
| Vontatás típusa:                                                                          | DE             |  |
| A 60-as sorozatszámú mozdony felújított változata GM motorral és villamos fűtéssel.       |                |  |
| Sorozatszám:                                                                              | CFR 65 sorozat |  |
| Tengelyelrendezés:                                                                        | Co’Co’         |  |
| Üzembeállítás:                                                                            | 1959           |  |
| Maximális sebesség:                                                                       | 100 km/h       |  |
| Vontatás típusa:                                                                          | DE             |  |
| A 63-as sorozatszámú mozdony 100 km/h-s változata.                                        |                |  |
| Sorozatszám:                                                                              | CFR 69 sorozat |  |
| Tengelyelrendezés:                                                                        | Bo’Bo’         |  |
| Üzembeállítás:                                                                            | 1975           |  |
| Maximális sebesség:                                                                       | 100 km/h       |  |
| Vontatás típusa:                                                                          | DE             |  |
| A 80-as sorozat villamos erőátvitelű változata az Anina-Oravicza vonalon.                 |                |  |
| Sorozatszám:                                                                              | CFR 73 sorozat |  |
| Tengelyelrendezés:                                                                        | Bo’Bo’         |  |
| Üzembeállítás:                                                                            | 1975           |  |
| Maximális sebesség:                                                                       | 100 km/h       |  |
| Vontatás típusa:                                                                          | DE             |  |
| A 69-es sorozatszámú mozdonyhoz hasonló, két légsűrítővel.                                |                |  |
| Sorozatszám:                                                                              | CFR 80 sorozat |  |
| Tengelyelrendezés:                                                                        | B’B’           |  |
| Üzembeállítás:                                                                            | 1966           |  |
| Maximális sebesség:                                                                       | 100 km/h       |  |
| Vontatás típusa:                                                                          | DH             |  |
| Univerzális mozdonyok a bukaresti Augusztus 23. művektől.                                 |                |  |
| Sorozatszám:                                                                              | CFR 81 sorozat |  |
| Tengelyelrendezés:                                                                        | B’B’           |  |
| Üzembeállítás:                                                                            | 1966           |  |
| Maximális sebesség:                                                                       | 100 km/h       |  |
| Vontatás típusa:                                                                          | DH             |  |
| A 80-as sorozatszámú mozdonyhoz hasonló, azonban fűtés nélkül.                            |                |  |
| Sorozatszám:                                                                              | CFR 82 sorozat |  |
| Tengelyelrendezés:                                                                        | B’B’           |  |
| Üzembeállítás:                                                                            | 1998           |  |
| Maximális sebesség:                                                                       | 100 km/h       |  |
| Vontatás típusa:                                                                          | DH             |  |
| A 80-as sorozatszámú mozdonyok Alsthom által modernizált változata, Caterpillar motorral. |                |  |
| Sorozatszám:                                                                              | CFR 83 sorozat |  |
| Tengelyelrendezés:                                                                        | B’B’           |  |
| Üzembeállítás:                                                                            | 1998           |  |
| Maximális sebesség:                                                                       | 100 km/h       |  |
| Vontatás típusa:                                                                          | DH             |  |
| A 80-as sorozatszámú mozdony Alsthom által modernizált változata, MTU motorral.           |                |  |
| Sorozatszám:                                                                              | CFR 84 sorozat |  |
| Tengelyelrendezés:                                                                        | B’B’           |  |
| Üzembeállítás:                                                                            | 1966           |  |
| Maximális sebesség:                                                                       | 100 km/h       |  |
| Vontatás típusa:                                                                          | DH             |  |
| A 80-as sorozatszámú mozdony modernizált változata, Caterpillar motorral.                 |                |  |
| Sorozatszám:                                                                              | CFR 88 sorozat |  |
| Tengelyelrendezés:                                                                        | B’B’           |  |
| Üzembeállítás:                                                                            | 1966           |  |
| Maximális sebesség:                                                                       | 100 km/h       |  |
| Vontatás típusa:                                                                          | DH             |  |
| A 80-as sorozatszámú mozdony szélesnyomtávú változata.                                    |                |  |
| Sorozatszám:                                                                              | CFR 89 sorozat |  |
| Tengelyelrendezés:                                                                        | B’B’           |  |
| Üzembeállítás:                                                                            | 1966           |  |
| Maximális sebesség:                                                                       | 100 km/h       |  |
| Vontatás típusa:                                                                          | DH             |  |
| A 80-as sorozatszámú mozdony szélesnyomtávú változata.                                    |                |  |
| Sorozatszám:                                                                              | CFR 95 sorozat |  |
| Tengelyelrendezés:                                                                        | B              |  |
| Üzembeállítás:                                                                            | 1935           |  |
| Maximális sebesség:                                                                       | 55 km/h        |  |
| Vontatás típusa:                                                                          | DM             |  |
| Műhelyekben használt tolatómozdony.                                                       |                |  |

## Dízel motorvonatok
A CFR Călători számos dízel motorvonatot üzemeltet a rövidtávú viszonylatokon illetve a kevésbé forgalmas vonalakon. Ez alól kivételt képeznek a 2003-ban vásárolt Desiro motorvonatok, melyek az InterCity járatokon is üzemelnek, Kék Nyíl megnevezés alatt. A CFR a következő motorvonatokkal rendelkezik:
| Sorozatszám:                            | 77       |  |
| Tengelyelrendezés:                      | DMU-1    |  |
| Üzembeállítás:                          | 1935     |  |
| Maximális sebesség:                     | 70 km/h  |  |
| Vontatás típusa:                        | DM       |  |
| Sínautóbusz a Malaxa Művektől.          |          |  |
| Sorozatszám:                            | 78       |  |
| Tengelyelrendezés:                      | DMU-1    |  |
| Üzembeállítás:                          | 1939     |  |
| Maximális sebesség:                     | 80 km/h  |  |
| Vontatás típusa:                        | DM       |  |
| Luxus motorvonatok.                     |          |  |
| Sorozatszám:                            | 78       |  |
| Tengelyelrendezés:                      | DMU-2    |  |
| Üzembeállítás:                          | 1940     |  |
| Maximális sebesség:                     | 100 km/h |  |
| Vontatás típusa:                        | DM       |  |
| Az előző típus kétrészes változata.     |          |  |
| Sorozatszám:                            | 79       |  |
| Tengelyelrendezés:                      | DMU-1    |  |
| Üzembeállítás:                          | 1960     |  |
| Maximális sebesség:                     | 90 km/h  |  |
| Vontatás típusa:                        | DM       |  |
| DBAG 771 típusú Ferkeltaxe sínautóbusz. |          |  |
| Sorozatszám:                            | 91/92    |  |
| Tengelyelrendezés:                      | DMU-2    |  |
| Üzembeállítás:                          | 1995     |  |
| Maximális sebesség:                     | 120 km/h |  |
| Vontatás típusa:                        | DH       |  |
| DB 628.4 típusú motorvonatok            |          |  |
| Sorozatszám:                            | 99       |  |
| Tengelyelrendezés:                      | DMU-2    |  |
| Üzembeállítás:                          | 2002     |  |
| Maximális sebesség:                     | 120 km/h |  |
| Vontatás típusa:                        | DM       |  |
| A Siemens “Desiro” típusú motorvonata.  |          |  |

## Villamos motorvonatok
2006-ban a CFR vásárolt néhány SNCF Z 6100 sorozatú motorvonatot a SNCF-től. Ezeket a kolozsvári Remarul 16 Februarie üzemben újították fel.
| Sorozatszám:                            | CFR 58 sorozat |  |
| Tengelyelrendezés:                      | EMU-3          |  |
| Üzembeállítás:                          | 1965-1975      |  |
| Maximális sebesség:                     | 120 km/h       |  |
| Vontatás típusa:                        | E              |  |
| Gyártója a Carel et Fouché/Alsthom/CEM. |                |  |